# Saint-Paul-sur-Isère
Saint-Paul-sur-Isère ist eine französische Gemeinde mit 533 Einwohnern (Stand 1. Januar 2022) im Département Savoie in der Region Auvergne-Rhône-Alpes. Sie gehört zum Kanton Albertville-1 im Arrondissement Albertville.

## Geographie

### Lage
Saint-Paul-sur-Isère liegt auf 440 m, etwa 40 Kilometer östlich der Präfektur Chambéry, 70 Kilometer südsüdöstlich der Stadt Genf und 72 Kilometer nordöstlich der Stadt Grenoble (Luftlinie). Das Dorf liegt im Tal der Isère zwischen Albertville und Moûtiers in der historischen Provinz Tarentaise. Nachbargemeinden von Saint-Paul-sur-Isère sind Esserts-Blay im Norden, La Bâthie und Cevins im Osten, Rognaix im Süden sowie Montsapey, Bonvillard, Sainte-Hélène-sur-Isère, Notre-Dame-des-Millières und Monthion im Westen.

### Topographie
Die Fläche des 20,93 km² großen Gemeindegebiets reicht von der Isère, die die östliche Gemeindegrenze bildet, hinauf auf die Nordostflanke des Grand Arc (2484 m), den äußersten Gipfel im Nordwesten des Vanoise-Massivs. Mehrere kleine Gebirgsbäche entwässern seinen unregelmäßig geformten Osthang zur Isère hin, die Bedeutendsten sind der Torrent de Bayet (südliche Gemeindegrenze) und der Ruisseau des Moulins. Der Gemeindeboden ist bis auf kleine Wiesenflächen an der Isère und im Bereich der Gehöfte bewaldet mit einem Anteil von 65,5 %. Oberhalb der Baumgrenze bei etwa 1750 m schließen sich Almwiesen (14,7 %) und Felsformationen (14,6 %) an.

### Gemeindegliederung
Der Ortskern von Saint-Paul-sur-Isère liegt auf dem Talboden in einiger Entfernung vom flachen Ufer der Isère an einer Einbuchtung der sonst steil aufragenden Talflanke. Oberhalb verteilen sich über den gesamten Hang eine Vielzahl von Gehöften und Einzelhäusern sowie die beiden größeren Weiler Le Villard (570 m) und Le Cudray (760 m).

## Geschichte
Die Tarentaise war schon vor der Römerzeit vom keltischen Volk der Ceutronen besiedelt. Die Pfarrei von Saint-Paul geht auf das Hochmittelalter zurück und wurde um 1170 zur selben Zeit wie die übrigen Pfarreien der Tarentaise erstmals urkundlich erwähnt, und zwar unter dem Namenspatron Saint-Hippolyte des Kirchenvaters Hippolyt von Rom (Ecclesia Sancti Hippolyti 1170, Curatus de Sancto Hippolyto 1317). Diese Bezeichnung wurde im Laufe des 15. Jahrhunderts ersetzt durch die lokale, verkürzte Aussprache Saint-Polyte und Saint-Pol.
Im Mittelalter bis zum Ende des Ancien Régime bestand in Saint-Paul eine kleine Herrschaft unter der Oberhoheit der Grafen von Savoyen. Ihr festes Haus im heutigen Weiler Le Château (45° 36′ 8″ N, 6° 26′ 19″ O) ist bis heute erhalten und besaß einen kleinen Rundturm, der bis auf Giebelhöhe des rechteckigen Hauptbaus abgetragen wurde.

## Sehenswürdigkeiten
Die Dorfkirche Saint-Hippolyte stammt aus dem 18. Jahrhundert. In den verschiedenen Weilern stehen Kapellen aus dem 17. Jahrhundert.

## Bevölkerung
| Jahr                       | 1962 | 1968 | 1975 | 1982 | 1990 | 1999 | 2006 | 2011 | 2018 |
| Einwohner                  | 419  | 444  | 384  | 389  | 428  | 442  | 498  | 522  | 531  |
| Quellen: Cassini und INSEE |      |      |      |      |      |      |      |      |      |

Mit 533 Einwohnern (Stand 1. Januar 2022) gehört Saint-Paul-sur-Isère zu den kleinen Gemeinden des Départements Savoie. Nachdem die Einwohnerzahl im 19. und 20. Jahrhundert rückläufig war (1861 nach dem Anschluss Savoyens an Frankreich wurden noch 670 Einwohner gezählt), wurde seit den 1980er Jahren wieder eine leichte Bevölkerungszunahme verzeichnet. Die Ortsbewohner von Saint-Paul-sur-Isère heißen auf Französisch Saint-Paulain(e)s.

## Wirtschaft und Infrastruktur
Saint-Paul-sur-Isère war bis weit ins 20. Jahrhundert hinein ein vorwiegend durch die Landwirtschaft geprägtes Dorf. Daneben gibt es heute verschiedene Betriebe des lokalen Kleingewerbes. Mittlerweile hat sich das Dorf auch zu einer Wohngemeinde entwickelt. Viele Erwerbstätige sind Wegpendler, die im Raum Albertville ihrer Arbeit nachgehen.
Die N90 verläuft als Hauptverkehrsachse der Tarentaise am gegenüberliegenden Ufer der Isère und hat in Cevins eine Anschlussstelle. Sie geht talabwärts bei Albertville in die Autobahn A430 über. Eine Brücke über die Isère verbindet den Ort mit Cevins. Die Bahnstrecke Saint-Pierre-d’Albigny–Bourg-Saint-Maurice verläuft ebenfalls durch das Isère-Tal und hat einen größeren Bahnhof in Albertville. Als Flughäfen in der Region kommen Chambéry-Savoie (Entfernung 71 km) und Genf (104 km) in Frage.